# Cölpin
Cölpin é um município da Alemanha, situado no distrito de Mecklenburgische Seenplatte, no estado de Mecklemburgo-Pomerânia Ocidental. Tem 21,22 km² de área, e sua população em 2019 foi estimada em 774 habitantes.